# Hieracium crassiceps
Hieracium crassiceps es una especie de planta con flor del género Hieracium, de la familia Asteraceae, orden Asterales.

## Distribución
Hieracium crassiceps se distribuye por Suecia.

## Taxonomía
Fue descrita científicamente por (Dahlst.) Dahlst. Fue publicada en Exsicc. (Herb. Hierac. Scand.) 11: n.° 18 (1899).